# Tārichāne

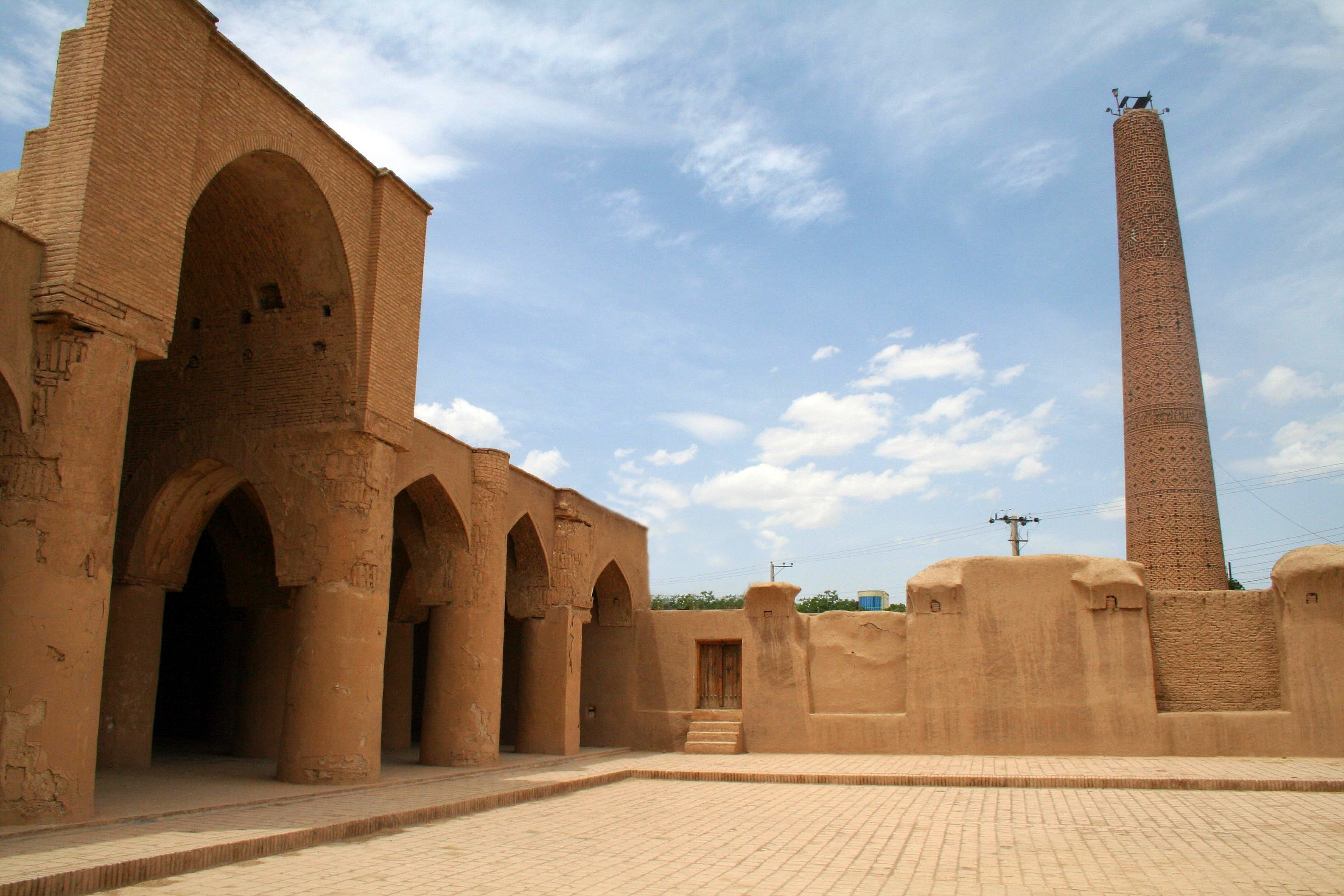
Iwan und Säulenhalle des Betsaals, Minarett im Nordwesten außerhalb des Moscheehofs. Blick nach Westen

Tārichāne (englisch Tarikhaneh, persisch تاریخانه, DMG tārīḫāne) ist die vermutlich früheste, nach der islamischen Eroberung gebaute und erhaltene Moschee im Iran aus dem 8. Jahrhundert. Sie wurde nach dem Bauplan einer klassischen arabischen Hofmoschee unter Einbeziehung von lokalen sassanidischen Architekturformen und Handwerkstechniken errichtet.

## Lage
Die ehemalige Freitagsmoschee liegt in der Kleinstadt Damghan in der nordöstlichen Provinz Semnan im südöstlichen Randbezirk, einen halben Kilometer vom zentralen Platz, dem Meydan Emam Chomeini entfernt. Eine weitere, in seldschukischer Zeit um 1080 erbaute Freitagsmoschee (Masdsched-e Dschāmeʿ) befindet sich etwa 300 Meter nördlich. Von ihr ist nur noch das Minarett im ursprünglichen Zustand erhalten.

## Geschichte

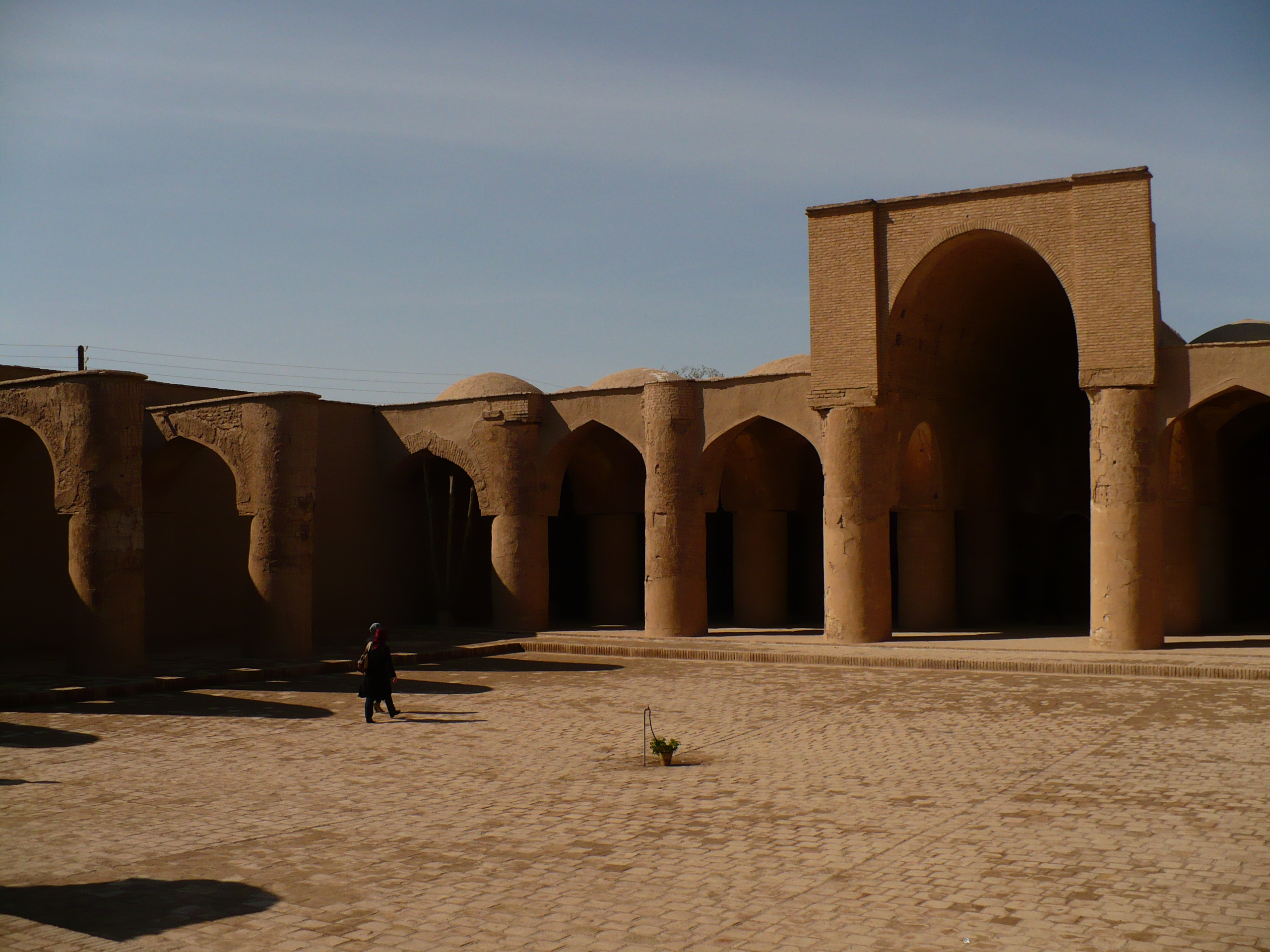
Südecke des Moscheehofs mit Iwan

Die arabischen Eroberungszüge gegen das Sassanidenreich begannen mit der Eroberung des Ortes Ubulla nahe Basra um 635. Die Araber folgten dem sich zurückziehenden Sassanidenherrscher Yazdegerd III. ins iranische Hochland bis zu dessen Niederlage in der letzten Schlacht 642. Eine der ersten gebauten Moscheen, vor der Mitte des 7. Jahrhunderts, war die Große Moschee von Kufa im heutigen Irak. Sie bestand aus einem offenen quadratischen Hof mit etwa 100 Metern Seitenlänge, der von hohen Umfassungsmauern umgeben war. Nur entlang der Qibla-Wand befand sich eine Säulenhalle, die von einem Satteldach überdeckt war.
Anfangs gab es in jeder Stadt nur eine Freitagsmoschee, in der das Freitagsgebet (salāt al-dschumʿa) stattfindet und die politisch-religiöse Predigt Chutba (ḫuṭba) gehalten wird. Ab dem 11. Jahrhundert waren mehrere Freitagsmoscheen in einer Stadt möglich.
Die Muslime trafen in den eroberten Gebieten unter der persischen Bevölkerung auf Christen, Juden und Zoroastrier, denen sie die Ausübung ihrer Religion in einem Friedensvertrag garantierten. Es fand über die Jahrhunderte eine allmähliche Islamisierung statt. Die ersten Moscheen entstanden in umayyadischer Zeit (661–750), wesentlich mehr wurden unter den nachfolgenden Abbasiden errichtet. Sassanidische Stilmerkmale führten zu der unbelegten Vermutung, dass die Tari Khaneh-Moschee auf einem zoroastrischen Feuertempel errichtet worden sein könnte. Dies würde der erwähnten Religionspolitik widersprechen. Feuertempel waren in Damghan noch im 9. Jahrhundert und im ganzen Iran noch bis ins 10. Jahrhundert verbreitet.

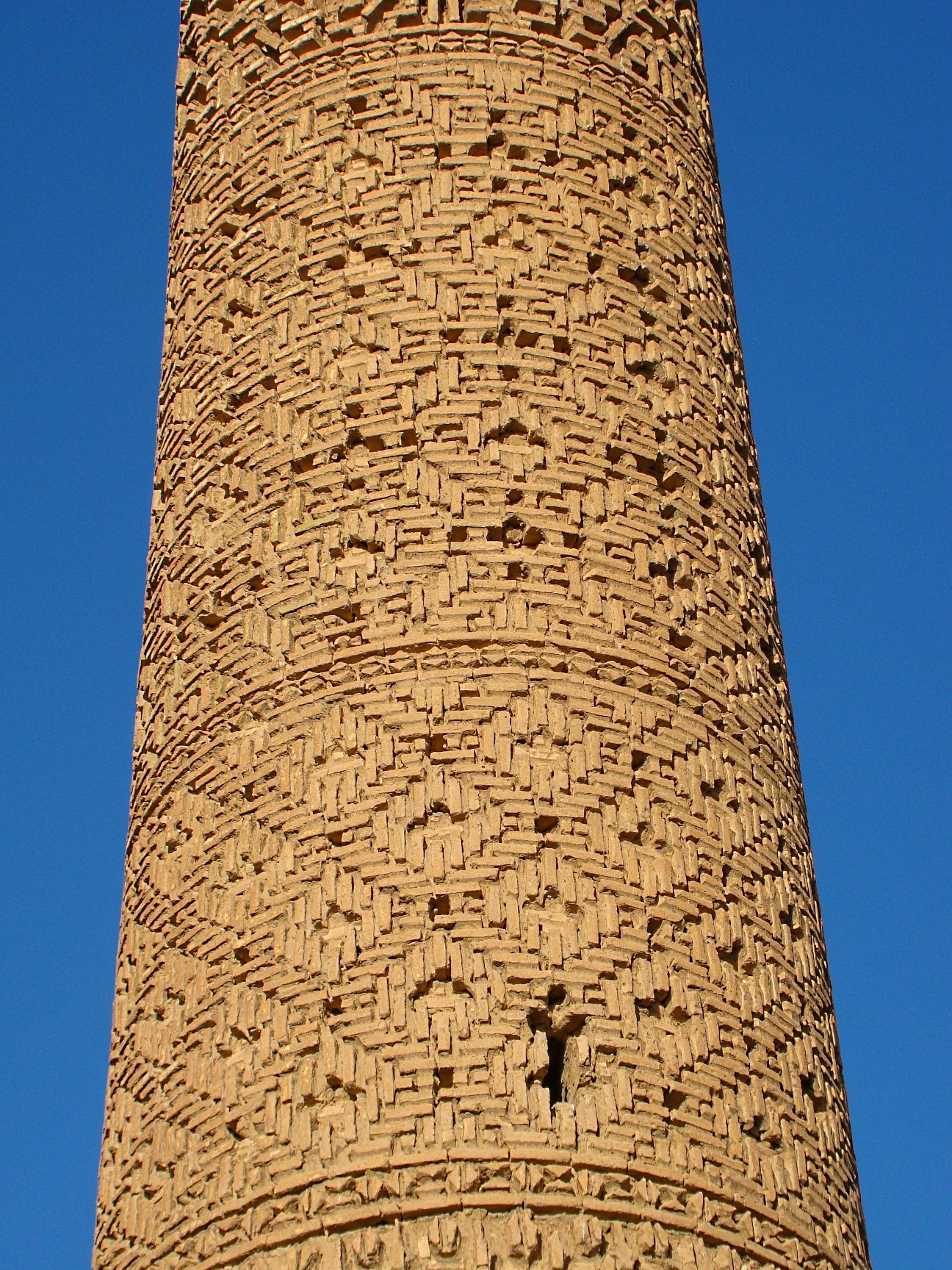
Seldschukisches Ziegelminarett

Die ursprüngliche Umgebung der Moschee ist heute nicht mehr rekonstruierbar. Es dürfte Anbauten nach Nordwesten gegeben haben; die dortigen Außenmauern stammen aber aus einer späteren Bauzeit. Das außerhalb im Nordwesten gelegene freistehende Minarett stammt aus der seldschukischen Zeit. Es fand sich am Minarett eine kufische Inschrift mit der Jahreszahl 1027/28 aus blau-glasierten Ziegeln. Als Auftraggeber wird Abū Harb Bachtīār genannt. Die gesamte Inschrift wurde noch nicht entziffert, es ist die älteste ihrer Art im Iran, die sich in situ befindet. Die feingliedrigen geometrischen Ziegelmuster des zylindrischen Turms sind charakteristisch für diese Hochphase der islamischen Architektur. Die teilweise erhaltenen quadratischen Grundmauern daneben könnten zu einem ersten Minarett aus der Bauzeit der Moschee gehören. Dieses dürfte eingestürzt sein, als 856 ein Erdbeben einen Großteil der Stadt zerstörte. Mitte des 10. Jahrhunderts scheint die Stadt nach einem zeitgenössischen Bericht wiederaufgebaut und zu einer Blütezeit gelangt zu sein.
Der Grundriss der Moschee und Details der Konstruktion haben Ähnlichkeit mit dem frühislamischen umayyadischen Wüstenschloss Qasr Atshan im Irak, das von Barbara Finster in die erste Hälfte des 8. Jahrhunderts datiert wird. Sie schlägt nach einem Vergleich der Formen von Rundbögen und Pfeilern eine Datierung noch in umayyadische Zeit, also kurz vor 750 vor. Ansonsten kommt ein abbasidischer Bau aus der zweiten Hälfte des 8. Jahrhunderts in Betracht. Nur wenig nach Tārichāne wird die schlechter erhaltene Freitagsmoschee von Fahraj datiert.

## Bauform

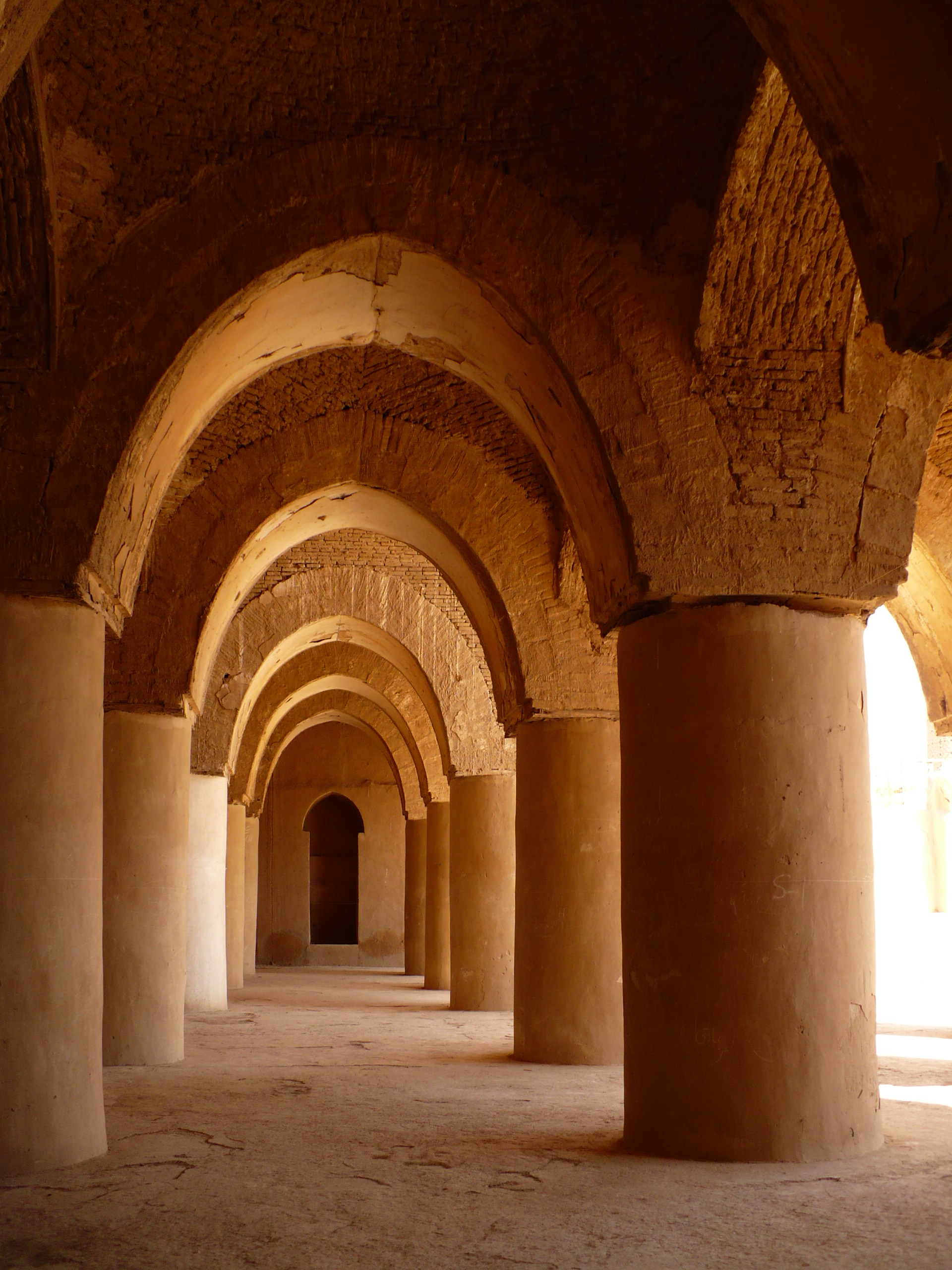
Äußere der drei Bogenstellungen des Betsaals parallel zur Qibla-Wand. Richtung Nordwesten

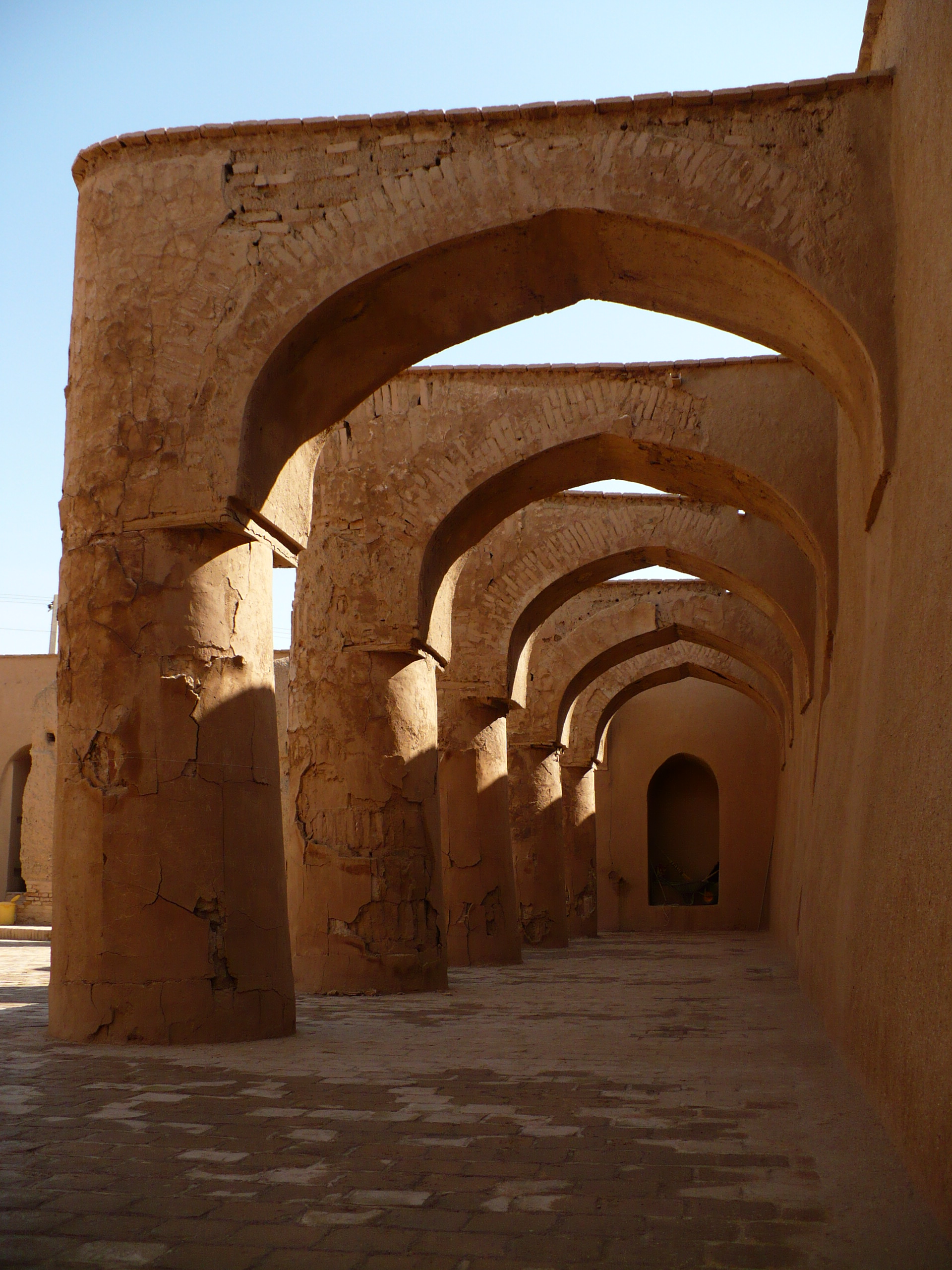
Hofarkaden (Riwaq)

Die längsrechteckigen Außenmauern umschließen eine Grundfläche von etwa 38 × 50 Metern. Entlang der Innenwände laufen an drei Seiten einreihige überdachte Arkaden um, die in der islamischen Architektur als Riwaqs bezeichnet werden. Vor der nach Mekka (hier Südwesten) ausgerichteten Qibla-Wand liegen parallel Arkaden in drei Bogenstellungen und ergeben einen hypostylen Betsaal. Somit verbleibt ein etwas nach hinten versetzter, quadratischer offener Hof, in dessen Mitte ein kleiner grüner Busch die Lage eines in frühesten Zeiten üblichen schattenspendenden Baumes anzeigt.
Die Säulenreihen entsprechen einem „arabischen“ Bauplan, die vier Iwane jeweils in den Seitenmitten sind für die persische Architektur typisch und führen zu einem Vergleich mit dem sassanidischen Palast von Tepe Hissar, der etwa drei Kilometer weiter südöstlich liegt. Der Betraum wird aus sieben Jochen konstruiert, die auf ein breiteres Mittelschiff mit einem hohen Iwanbogen zentriert sind. Die kreuzförmigen Bögen tragen Kuppeln und Tonnengewölbe. Die Nordwest- und Südostseite begrenzen den Innenhof mit sechs Arkadenbögen, die dem Betsaal gegenüberliegende Nordostseite besitzt fünf Arkaden. Die Säulenstellungen dieser beiden Seiten korrespondieren nicht miteinander, da obwohl es im Nordosten ursprünglich einen Zugang gab, hier kein breiteres Mittelschiff vorhanden ist. Ein weiterer, heute der einzige Eingang liegt in der Südostwand. Er ist durch ein aus der Wand vorkragendes Portal betont.
Der Mihrab ist aus der Mittelachse etwas nach links verschoben, dafür steht in gleicher Entfernung rechts der Mitte ein massiver Minbar aus Lehmziegeln. Die archaisch wirkenden, insgesamt 34 Säulen sind mit einem Durchmesser von 1,60 Metern gewaltig dimensioniert. Sie bestehen aus Ziegeln, die, zur Angleichung an die Kreisform und um einen höheren Druck aufnehmen zu können, in Rollschichten aufgeführt sind. Die einreihigen Säulen an den drei Seiten des Hofriwaqs sind etwas weniger dick.
Anstelle von Kapitellen ragen die Arkadenbögen an den Ecken über die Rundform der Säulen hinaus. Die Bögen des Hofriwaqs verlaufen in einer flachen parabelförmig aussehenden Kurve zu einem Spitzbogen aus. Ihre aus vier Zirkelschlägen gebildete Form erhielten sie wohl bei einem späteren Umbau. Die ältesten Bögen sind die hohen sassanidischen Ellipsen im Betraum. Sie haben eine kaum erkennbare Spitze und verlaufen leicht schräg ab dem Säulenschaft nach oben. Vor Tārichāne gab es die ersten Spitzbögen in der islamischen Architektur an umayyadischen Bauten in Syrien. Die Bogenform und die Ziegelrollschichten entsprechen dem Iwanbogen von Qasr Atshan. Die übrigen Teile der Moschee sind aus Lehmziegeln gemauert.
Der Grundriss ist typisch für iranische Moscheen, die später übliche strenge Axialität wird durch den ausmittigen Mihrab und die ungleiche Säulenordnung der beiden Schmalseiten verunklart. Ob das ursprüngliche Minarett frei stand oder mit der Moschee durch einen Anbau verbunden war, ist nicht bekannt. Es lag auf jeden Fall innerhalb einer Ziyāda, einem äußeren profanen Hof.
Die Säulen und vermutlich auch die Wände waren früher mit einem Gipsputz überzogen, ob es Stuckdekorationen gab, ist nicht bekannt. Die Moschee wurde in den 1930er Jahren teilweise restauriert, grundlegende Erneuerungen fanden von 1974 bis 1978 statt. Seither scheinen keine weiteren Erhaltungsmaßnahmen mehr durchgeführt worden zu sein. Vom Südost-Riwaq sind die Bögen ohne Gewölbe dazwischen erhalten, vor der nordöstlichen Wand stehen nur die Säulen bis zum Bogenansatz.